# Сидоровичи (Киевская область)

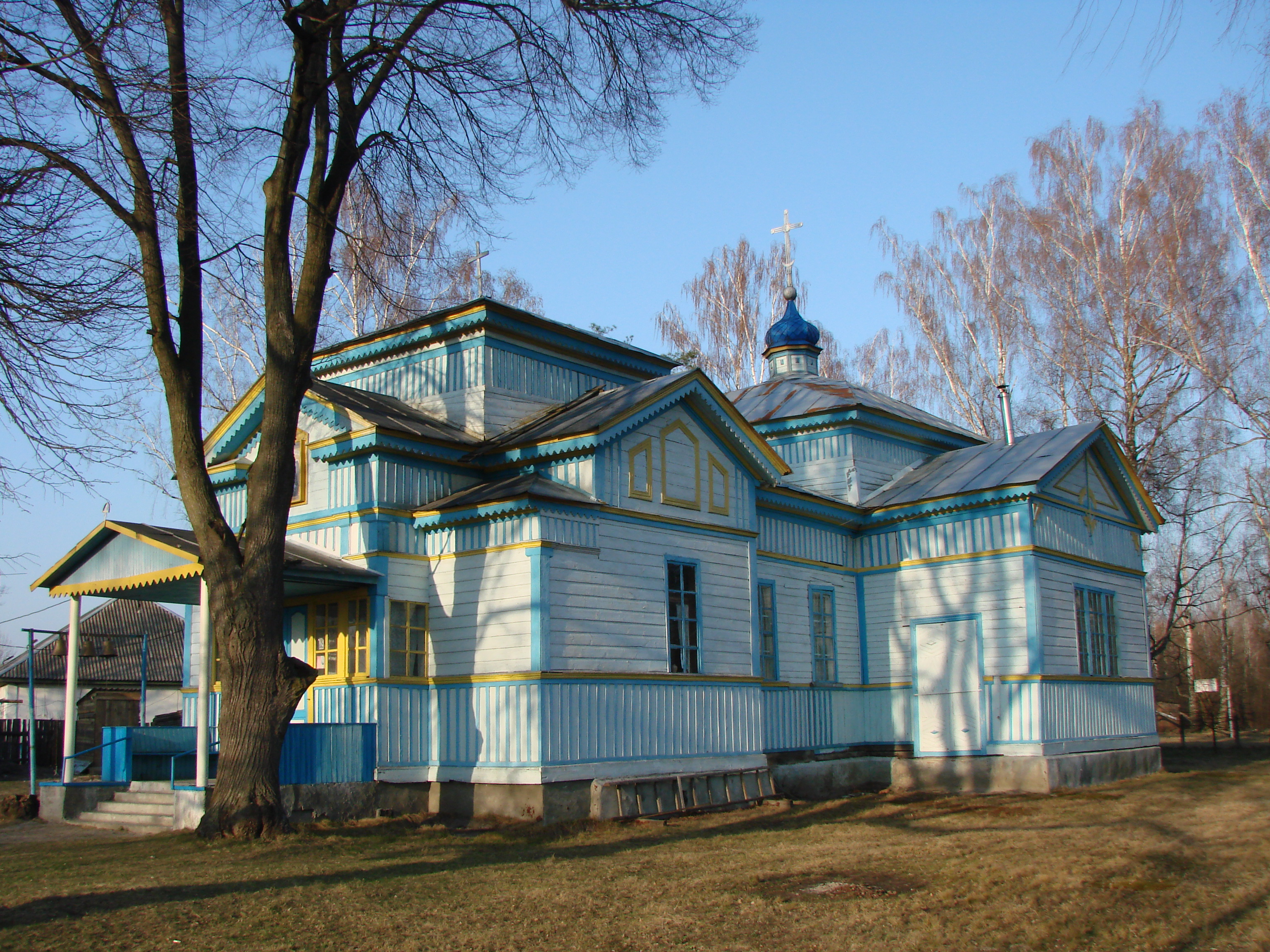
Церковь Иоанна Богослова

Си́доровичи (укр. Сидоровичі) — село, входит в Иванковский район Киевской области Украины.
Население по переписи 2001 года составляло 320 человек. Почтовый индекс — 07232. Телефонный код — 4591. Занимает площадь 1,9 км². Код КОАТУУ — 3222084601.

## Известные уроженцы
- Забродский, Антон Григорьевич (1899—1989) — технолог, доктор технических наук, заслуженный деятель науки УССР.
- Нехемия Рабичев (1886—1971) — еврейский общественно-политический деятель.

## Местный совет
Село Сидоровичи — административный центр Сидоровичского сельского совета.
Адрес местного совета: 07232, Киевская обл., Иванковский р-н, с. Сидоровичи; тел. 26-2-64.